# Sumilao
Sumilao is een gemeente in de Filipijnse provincie Bukidnon op het eiland Mindanao. Bij de laatste census in 2007 had de gemeente bijna 22 duizend inwoners.

## Geografie

### Bestuurlijke indeling
Sumilao is onderverdeeld in de volgende 10 barangays:
| - Kisolon - Culasi - Licoan - Lupiagan - Ocasion | - Puntian - San Roque - San Vicente - Poblacion - Vista Villa |

## Demografie
Sumilao had bij de census van 2007 een inwoneraantal van 21.720 mensen. Dit zijn 3.762 mensen (20,9%) meer dan bij de vorige census van 2000. De gemiddelde jaarlijkse groei komt daarmee uit op 2,66%, hetgeen hoger is dan het landelijk jaarlijks gemiddelde over deze periode (2,04%). Vergeleken met de census van 1995 is het aantal mensen met 6.080 (38,9%) toegenomen.

De bevolkingsdichtheid van Sumilao was ten tijde van de laatste census, met 21.720 inwoners op 196,95 km², 110,3 mensen per km².